# Umbelopsis
Umbelopsis Amos & H.L. Barnett – rodzaj grzybów należący do typu Mucoromycota.

## Systematyka
Pozycja w klasyfikacji według Index Fungorum: Umbelopsidaceae, Umbelopsidales, Incertae sedis, Umbelopsidomycetes, Mucoromycotina, Mucoromycota, Fungi.
Synonimy:
- Micromucor Malchevsk. 1939
- Micromucor (W. Gams) Arx 1982
- Mortierella subgen. Micromucor W. Gams 1977[2].

Gatunki występujące w Polsce:
- Umbelopsis isabellina (Oudem.) W. Gams 2003
- Umbelopsis longicollis (Dixon-Stew.) Y.N. Wang, X.Y. Liu & R.Y. Zheng 2015[3]
- Umbelopsis nana (Linnem.) Arx 1982
- Umbelopsis ramanniana (Möller) W. Gams 2003
- Umbelopsis vinacea (Dixon-Stew.) Arx 1982

Nazwy naukowe według Index Fungorum. Wykaz gatunków według W. Mułenki i in.